# Blythe Danner
Blythe Katherine Danner (Philadelphia (Pennsylvania), 3 februari 1943) is een Amerikaanse actrice. Ze is moeder van Academy Award-winnares Gwyneth Paltrow.

## Biografie

### Jeugd
Danner is geboren als een Quaker in een familie die oorspronkelijk uit Duitsland komt. Ze is de dochter van een bankdirecteur. Danner heeft twee broers, operazanger en acteur Harry Danner en vioolmaker William Moennig (halfbroer). Ze ging naar George School, een privé Quaker school in Newtown en  studeerde aan Bard College. Ze heeft drie eredoctoraten in schone kunsten.

### Privéleven
Danner is de moeder van actrice Gwyneth Paltrow en regisseur Jake Paltrow, ze is ook de weduwe van regisseur Bruce Paltrow die overleed door complicaties van een longontsteking als gevolg van keelkanker in 2002.
Danner speelde voor het eerst samen met haar dochter in de televisiefilm Cruel Doubt (1992) en daarna in Sylvia (2003).

## Filmografie

### Films
- 1776 (1972)
- To Kill a Clown (1972)
- Lovin' Molly (1974)
- Hearts of the West (1975)
- Futureworld (1976)
- The Great Santini (1979)
- Inside the Third Reich (1982)
- Man, Woman and Child (1983)
- The Miracle Continues (1984) as Anne Sullivan
- Brighton Beach Memoirs (1986)
- Another Woman (1988)
- Alice (1990)
- Mr. and Mrs. Bridge (1990)
- The Prince of Tides (1991)
- Husbands and Wives (1992)
- To Wong Foo, Thanks for Everything! Julie Newmar (1995)
- Homage (1995)
- The Myth of Fingerprints (1997)
- Mad City (1997)
- The Farmhouse (1998)
- The Proposition (1998)
- No Looking Back (1998)
- The X-Files (1998)
- Forces of Nature (1999)
- The Love Letter (1999)
- Meet the Parents (2000)
- The Invisible Circus (2001)
- 3 Days of Rain (2002)
- The Quality of Light (2003)
- Sylvia (2003)
- Meet the Fockers (2004)
- The Last Kiss (2006)
- Walk Two Moons (2007)
- The Sisterhood of the Travelling Pants (2008)
- Meet the Parents: Little Fockers (2010)
- Paul (2011)
- What's Your Number? (2011)
- I'll see you in my dreams (2015)
- What They Had (2018)

### Televisie
- Dr. Cook's Garden (1970)
- Columbo (1972)
- Adam's Rib (1973)
- F. Scott Fitzgerald and the Last of the Belles (1974)
- Tattinger's (1988)
- Nick and Hillary (1989)
- Cruel Doubt (1992)
- Huff (2004)
- St. Elsewhere
- Presidio Med
- Will & Grace (in een terugkerende rol als de moeder van Will Truman)
- The Seagull
- Candida
- A Call to Remember
- Saint Maybe
- We Were the Mulvaneys
- Back When We Were Grownups
- M*A*S*H
- Columbo (1972)

- Bibsys: 4015954
- Biblioteca Nacional de España: XX1386051
- Bibliothèque nationale de France: cb140424422 (data)
- Gemeinsame Normdatei: 102050272X
- International Standard Name Identifier: 0000 0001 0885 4850
- Library of Congress Control Number: n83151608
- MusicBrainz: 6dc91acc-729e-4459-912d-fdcc2b359943
- Nationale Bibliotheek van Tsjechië: xx0150242
- Nationale bibliotheek van Australië: 35723625
- Nationale Bibliotheek van Israël: 987007433742505171
- Nationale Bibliotheek van Polen: a0000001257421
- Nederlandse Thesaurus van Auteursnamen: 073748218
- SNAC: w6fc7tqn
- Système universitaire de documentation: 074052314
- Trove: 1058934
- Virtual International Authority File: 32199072
- WorldCat: E39PBJh4twvrMk9DJtwbWpwKVC